# Pseudomyagrus waterhousei
Pseudomyagrus waterhousei là một loài bọ cánh cứng trong họ Cerambycidae.